# ジョージ・シェルドン (飛込選手)
ジョージ・シェルドン（George Herbert Sheldon 1874年5月17日-1907年11月25日）はアメリカ合衆国の飛込競技選手。
ミズーリ州セントルイスの眼科医だった彼は、1904年のセントルイスオリンピック10m高飛び込みで金メダルを獲得した。心疾患により1907年に亡くなっている。